# 시네마 데이트
시네마 데이트는 1997년 5월 24일부터 2001년 4월 29일까지 KBS에서 방영된 영화프로그램이며 첫 회부터 1997년 10월 18일까지는 2TV 토요일 오후 5시, 1997년 10월 25일부터 1998년 1월 3일까지는 1TV 토요일 오전 10시, 1998년 1월 11일부터 2월 15일까지 1TV 일요일 오후 5시 15분에 편성됐으며 KBS가 《세 여자》를 끝으로 일요아침드라마를 폐지하자 1998년 2월 22일부터 2TV 일요일 오전 8시 50분에 편성됐는데 KBS는 해당 프로그램의 채널-시간대 이동 편성에 앞서 일요일 오후 11시에 편성된  《일요베스트》를 옮겨심을 계획이었으나 이런저런 사정 때문에 무산됐고 이렇게 되자 KBS는 10회(1998년 1월 18일)로 끝낼 예정이었던 《세 여자》를 1편 늘린 11회(1998년 1월 25일)로 종영시켰으며 앞서 언급한 것처럼 이 작품을 끝으로 일요아침드라마를 잠정 폐지했다.
결국 KBS는 《세 여자》 종영 뒤 3주 동안 특집 프로그램을 편성했으며 《시네마 데이트》는 1998년 2월 22일부터 2TV 일요일 오전 8시 50분으로 채널과 시간대가 변경됐는데 독창적인 코너개발에 등한한 점,  선정폭력 장면을 여과없이 내보냈다는 등의 비판이 있었다.
그 뒤, 2000년 10월 22일 시작된 SBS 《도전 1000곡》때문에 시청률이 갈수록 떨어지자 2001년 4월 29일 막을 내렸는데 KBS는 이에 앞서 《학교 4》를 첫 회(2001년 4월 8일)부터 2TV 일요일 오전 8시 50분으로 방영하는 것도 한때 검토됐으나 내부 반발 때문에 좌절되기도 했다.
결국 《학교 4》는 시즌 2 25회(1999년 10월 24일)부터 1TV에서 일요일 오후 7시 10분에 편성됐다가 29회(2001년 11월 11일)부터 2TV 일요일 오전 9시 30분으로 옮겨 일요아침드라마로 변신했고 채널-시간대 변경과 함께 홈드라마 성격으로 전환하는 과정에서 본래의 '학교의 상'을 살리지 못한 것 뿐 아니라 동시간대 SBS 《TV 동물농장》 때문에 하락세를 면치 못하자 2002년 봄 개편으로 막을 내렸다.

## 방송 시간
- 1997년 5월 24일  ~ 1997년 10월 18일 -  2TV 토요일 오후 5:00 ~ 5:50
- 1997년 10월 25일 ~ 1997년 11월 15일 : 1TV 토요일 오전 10:00 ~ 11:00
- 1997년 11월 22일 ~ 1998년 1월 3일 : 1TV 토요일 오전 10:00 ~ 10:50
- 1998년 1월 11일  ~ 1998년 2월 15일 : 1TV 일요일 오후 5:15 ~ 6:10
- 1998년 2월 22일 ~ 2001년 4월 29일 : 2TV 일요일 오전 8:50 ~ 9:40

## 진행자
- 정재환
- 최은경
- 황정민
- 신영일
- 표인봉
- 김생민
- 윤인구
- 하지원
- 조여정